# Gołąbeczek rdzawy
Gołąbeczek rdzawy (Columbina cyanopis) – gatunek małego ptaka z rodziny gołębiowatych (Columbidae), podrodziny siniaczków. Występuje endemicznie w Brazylii. Krytycznie zagrożony wyginięciem.

## Taksonomia
Opisany po raz pierwszy w roku 1870 pod nazwą Peristera cyanopis. Był umieszczany w monotypowym rodzaju Oxypelia. Obecnie (2020) umieszczany jest w Columbina. Gatunek monotypowy.

## Morfologia
Długość ciała wynosi około 15,2 cm–15,5 cm, ogona 6,6 cm i dzioba 1 cm. Skrzydło mierzy ok. 6,9 cm, skok 1,6 cm. Głowa, szyja, pokrywy skrzydłowe i pokrywy nadogonowe rudocynamonowe z połyskiem. Grzbiet i lotki II rzędu oliwkowe. Górna część piersi i boki ochrowe. Pokrywy podogonowe białe. Lotki I rzędu cynamonowe z brązowym obrzeżeniem. Na skrzydle znajdują się ciemnoniebieskie plamy. Tęczówka kobaltowoniebieska.

## Zasięg występowania
Zasięg występowania szacowany jest na 650 km². Odnotowany dwukrotnie w latach 80. XX wieku w Mato Grosso – w paśmie górskim Serra do Mar, w części o nazwie Serra das Araras oraz w okolicach miasta Cuiabá (nie były to obserwacje pewne). W 1992 odnotowany w okolicach Campo Grande. Wcześniej również bardzo rzadki; między rokiem 1823 a 1825 zebrano w Mato Grosso 5 okazów gołąbeczka rdzawego, między rokiem 1940 a 1941 dwa okazy w Goiás i w roku 1904 jeden okaz w São Paulo. W 2019 odkryto nową populację w parku stanowym Botumirim w stanie Minas Gerais.

## Status, zagrożenia
Według IUCN gatunek klasyfikowany jako krytycznie zagrożony wyginięciem (CR – Critically Endangered). Z powodu rzadkości występowania nie są dokładnie znane zagrożenia w przeszłości. Aktualnie jest to niszczenie ekoregionu Cerrado, dla którego jest to gatunek endemiczny. Niszczenie habitatu obejmuje przekształcanie go w pastwiska, wypalanie drzew oraz wycinanie ich pod plantacje eukaliptusów i uprawy soi. Ostatnia pewna obserwacja miała miejsce w 1941; gatunek uznano za wymarły. Dopiero 23 maja 2016 ogłoszono ponowne odkrycie gatunku po 75 latach. Zaobserwował je w czerwcu 2015 Rafael Bessa; wykonał również pierwsze w historii zdjęcia gołębi tego gatunku. Czas między obserwacjami a ogłoszeniem ponownego odkrycia gatunku zajęły badania mające na celu naukowe potwierdzenie tych obserwacji; stwierdzono występowanie przynajmniej 12 ptaków. Badacze zastrzegli, że nie zdradzą dokładnej lokalizacji występowania tych ptaków, dopóki nie zostanie opracowany plan ochrony. Liczebność populacji szacuje się na 50–249 dorosłych osobników.